# Daniel Edusei
Daniel Edusei (sinh ngày 2 tháng 9 năm 1980 ở Kumasi) là một hậu vệ bóng đá người Ghana thi đấu cho Ethnikos Achna ở Cypriot First Division.

## Sự nghiệp
Edusei ký bản hợp đồng 5 năm cùng với Egaleo FC vào mùa hè năm 2002. Anh thi đấu 1 mùa giải ở Beta Ethniki trước khi đến Ethnikos Achna vào mùa hè năm 2008.